# Cédric Mongongu
Cédric Mongongu (ur. 22 czerwca 1989 w Kinszasie) – kongijski piłkarz występujący na pozycji obrońcy. Posiada również francuskie obywatelstwo.

## Kariera klubowa
Cédric Mongongu przybył do Monako w 2005 roku. Przez pierwsze 3 lata pobytu w tym klubie występował w rezerwach. W 2007 roku zadebiutował w kadrze pierwszej drużyny. 3 lipca 2009 podpisał swój pierwszy profesjonalny kontrakt. Następnie grał w Evian Thonon Gaillard FC i Eskişehirsporze. W 2016 przeszedł do Montpellier HSC.
| Sezon   | Klub          | Kraj    | Rozgrywki | Mecze | Bramki | Rozgrywki Europy | Mecze | Bramki |
| ------- | ------------- | ------- | --------- | ----- | ------ | ---------------- | ----- | ------ |
| 2006/07 | AS Monaco     | Francja | Ligue 1   | 1     | 0      | -                | -     | -      |
| 2007/08 | AS Monaco     | Francja | Ligue 1   | 5     | 0      | -                | -     | -      |
| 2008/09 | AS Monaco     | Francja | Ligue 1   | 22    | 0      | -                | -     | -      |
| 2009/10 | AS Monaco     | Francja | Ligue 1   | 33    | 0      | -                | -     | -      |
| 2010/11 | AS Monaco     | Francja | Ligue 1   | 19    | 0      | -                | -     | -      |
| 2011/12 | Evian TG      | Francja | Ligue 1   | 14    | 3      | -                | -     | -      |
| 2012/13 | Evian TG      | Francja | Ligue 1   | 18    | 0      | -                | -     | -      |
| 2013/14 | Evian TG      | Francja | Ligue 1   | 34    | 4      | -                | -     | -      |
| 2014/15 | Evian TG      | Francja | Ligue 1   | 12    | 0      | -                | -     | -      |
| 2015/16 | Eskişehirspor | Turcja  | Süper Lig | 1     | 0      | -                | -     | -      |

Stan na: koniec sezonu 2015/2016

## Kariera reprezentacyjna
Mongongu zadebiutował w reprezentacji Kongo w 2008 roku. Dotychczas zagrał w niej sześciokrotnie.